# 収束帯 (音波)

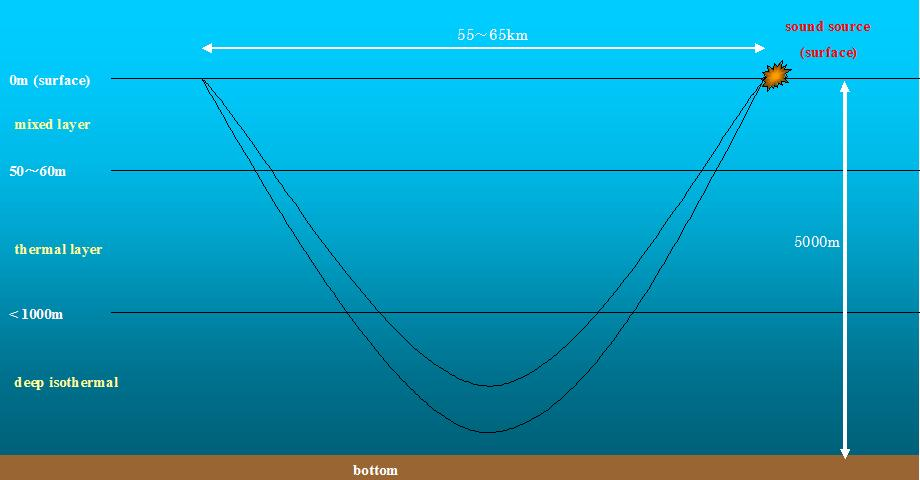
第1CZまでの音線の模式図

収束帯（英語: Convergence zone, CZ）は、音源から遠く離れた海面近くで音波の伝播経路（音線）が収束する領域のこと。ソナーによる遠距離探知に活用される現象である。

## 概要
アメリカ海軍では、1940年代より海洋における音波伝搬の研究に着手し、音源の探知や位置極限に関する実験が行われた。この際にモーリス・ユーイング博士たちが発見したのが深海サウンドチャネル (SOFAR channel) であった。海中での音速は水温・塩分・圧力の影響を受けるため、深海等温層と主水温躍層のあいだで、音速が最小となる。この音速極小点を中心とする層が深海サウンドチャネルであり、音線（音の伝播経路）に対して一種のレンズのように働くため、チャネルのなかで放射されたエネルギーはチャネルのなかに留まり、海面や海底への反射による音響的損失を生じにくく、中程度の音響出力であっても、非常に長距離まで伝搬することができるという特性があった。
そして深度・温度分布などの条件が合致し、深海サウンドチャネルが海面付近まで上がってきた場合に出現するのが収束帯である。チャネル内で、音線は正弦波のような大きな波を描き、それぞれの波の頂点が海面近くまで近づいてくる。すなわち、その正弦波の波長の整数倍に相当する距離付近であれば、音源から発振された音波を海面近くで聴知することができるようになる。このようにして、音波が水面近くに収束するところを海図上にプロットすると、音源を中心として同心円状の帯状海域が一定距離ごとに現れることになる。この帯状海域を収束帯と称する。
実測リポートにおいては、収束帯でのピーク値は球面拡散と吸収を考慮したレベルよりも、おおむね25デシベル高い値を示している。この増加分を収束利得（convergence gain）と称し、一般的には10〜15デシベル程度である。
厳密な出現位置は海象条件によって異なるが、例えば北大西洋の場合、音源を中心として、第1CZは30–35海里 (56–65 km)、第2CZは60–70海里 (110–130 km)に出現する。幅はおおむね距離の5〜10パーセント程度であり、例えば第1CZでは約3海里である。理論上は第3CZ、第4CZ等も出現しうるが、特に対潜戦の場合、実際に利用することは難しい。また、音源または受波器が深海にある場合、収束帯は2つの半帯に分かれて観測される。
なお、CZはあらゆる海域で見られるわけではなく、一般的には5,000メートル程度の水深が必要である。またそのような海域でも常時出現しているわけではなく、上記のような各種条件が合致して、ある意味で特別な水中環境が現出した場合にのみ観測可能となる。このため、例えばCZを利用可能な低周波探信儀であるAN/SQS-53であっても、実運用上の平均探知距離は、直接探知範囲（direct path）の4.86海里（9 km）以内であったとされている。